# Sini Yasemin
Sini Yasemin Eira (...) è una cantante finlandese.

## Biografia
Nata da padre turco e da madre finlandese, Sini Yasemin ha firmato un contratto con la Universal Music Finland nella primavera del 2016. È salita alla ribalta grazie ad una collaborazione con il cantante Raappana, Chilii, che ha raggiunto la 6ª posizione della Suomen virallinen lista ed è stata certificata doppio disco di platino con oltre 80.000 unità vendute a livello nazionale.
Nel 2017 ha pubblicato Mun kaa, il primo singolo estratto dal suo album di debutto, che è stato pubblicato l'8 febbraio 2019 dopo altri quattro singoli. In particolare, Adoptoi mun sydän è diventato il suo maggiore successo come solista, avendo raggiunto la 12ª posizione nella classifica dei singoli. L'album, intitolato Nimeä mut uudestaan, ha debuttato al 10º posto in classifica ed è stato certificato disco d'oro dopo aver totalizzato oltre 10.000 unità di vendita.

## Discografia

### Album in studio
- 2019 – Nimeä mut uudestaan

### Singoli
- 2015 – Pukukoodi
- 2016 – Kavereita
- 2017 – Mun kaa
- 2017 – Tyynysotaa (con Nelli Matula, Vilma Alina e Ida Paul)
- 2017 – Istanbul-rytmii
- 2018 – Lihasmuistissa
- 2018 – Adios
- 2018 – Adoptoi mun sydän
- 2019 – Epävakaa
- 2019 – Mayday
- 2020 – Paijaan
- 2020 – PS. Mul on toinen
- 2020 – Älä koita mun kultaa
- 2020 – Parijonossa

### Collaborazioni
- 2016 – Chilii (Raappana feat. Sini Yasemin)